# Livio Bacchi Wilcock
Livio Bacchi Wilcock (Roma, 14 gennaio 1940 – Orvieto, 23 maggio 2013) è stato un traduttore e ispanista italiano.

## Biografia
Ispanista, figlio adottivo di Juan Rodolfo Wilcock, fu traduttore di Borges per Rizzoli e di Virginia Woolf per Il Saggiatore.
È stato più volte incluso tra i candidati alla vittoria del Premio Monselice: nel 1974 per Porfiria, nel 1977 per Nuova antologia personale, e nel 1981 per Poesie 1923-1976. Per la traduzione di Porfiria vinse il Premio IILA 1974.

## Opere

### Traduzioni
- Humberto Arenal, Il sole a perpendicolo, Milano, Il saggiatore, 1961
- Jorge Luis Borges, Storia dell'eternità, Milano, Il saggiatore, 1962
- Poeti catalani, Milano, Bompiani, 1962 (anche curatore)
- Virginia Woolf, Per le strade di Londra, Milano, Club degli editori, 1964 (poi Milano, Garzanti, 1974; con Juan Rodolfo Wilcock)
- Adolfo Bioy Casares, Il sogno degli eroi, Milano, Bompiani, 1966
- Eugene Marais, L'anima della formica bianca, Milano, Adelphi, 1968
- Jorge Luis Borges, Il manoscritto di Brodie, Milano, Rizzoli, 1971
- Adolfo Bioy Casares, Diario della guerra al maiale, Milano, Bompiani, 1971
- Jorge Luis Borges, Discussione, Milano, Rizzoli, 1973
- Silvina Ocampo, Porfiria, Torino, Einaudi, 1973
- Jorge Luis Borges, L'oro delle tigri, Milano, Rizzoli, 1974
- Jorge Luis Borges, Nuova antologia personale, Milano, Rizzoli, 1976
- Jorge Luis Borges, Il libro di sabbia, Milano, Rizzoli, 1977
- Jorge Luis Borges, Poesie: 1923-1976, Milano, BUR, 1980
- Virginia Woolf, Una stanza tutta per sé, Milano, Il saggiatore, 1980 (con Juan Rodolfo Wilcock)
- Adolfo Bioy Casares, L'invenzione di Morel, Milano, Bompiani, 1994